# Amritsar
Amritsar (tiếng Punjabi: ਅੰਮ੍ਰਿਤਸਰ, tiếng Hindi: अमृतसर), có nghĩa "Pool of the Nectar of Immortality", là thủ phủ hành chính của quận Amritsar ở bang Punjab, Ấn Độ. Theo điều tra dân số năm 2001 của Ấn Độ, dân số của thành phố này hơn 1 triệu người và của toàn quận Amritsar hơn 3.096.077 người. 
Amritsar tọa lạc tại phần Tây Bắc của Ấn Độ ở bang Punjab, cách thành phố Lahore của Pakistan 32 dặm về phía Đông.. Amritsar có tên từ Amŗit-sarovar có nghĩa "Pool of Nectar".
Đây là nơi có Harmandir Sahib, cũng gọi là Đền Vàng và là một trung tâm văn hóa và tinh thần của tôn giáo Sikh. Trong thời Maharaja Ranjit Singh, Amritsar đã vượt trội Lahore là thành phố nổi bật của Punjab. Thành phố này cũng nổi tiếng vì có vụ Thảm sát Jallianwala Bagh (1919).
Các hoạt động thương mại chủ yếu của thành phố này có: du lịch, sản xuất thảm, sợt, nông sản, đồ thủ công, dịch vụ và công nghiệp nhẹ. Amritsar cũng có các trường như Đại học Guru Nanak Dev (thành lập năm 1969), [Cao đẳng dành cho phụ nữ [BBK DAV, Amritsar]] (thành lập năm 1967), Cao đẳng Khalsa, Amritsar (thành lập năm 1892), DAV College Amritsar (thành lập năm 1955), và Cao đẳng Y khoa Chính phủ, Amritsar (thành lập năm 1926). Amritsar cũng là nơi có Pingalwara, nhà ở cho người nghèo túng do Bhagat Puran Singh thành lập.
Tại đây có công viên tưởng niệm quốc gia Jallianwala Bagh, lưu lại sự kiện Thảm sát Jallianwala Bagh ngày 13 tháng 4 năm 1919 của thực dân Anh.